# (5168) Jenner
(5168) Jenner  es un asteroide perteneciente al cinturón de asteroides, descubierto el 6 de marzo de 1986 por Carolyn Shoemaker desde el Observatorio Palomar, en Estados Unidos.

## Designación y nombre
Jenner se designó inicialmente como 1986 EJ.
Más adelante fue nombrado en honor al médico británico inventor de la vacuna contra la viruela Edward Jenner (1749–1823).

## Características orbitales
Jenner orbita a una distancia media del Sol de 2,3395 ua, pudiendo acercarse hasta 1,8560 ua y alejarse hasta 2,8230 ua. Tiene una excentricidad de 0,2066 y una inclinación orbital de 23,4893° grados. Emplea en completar una órbita alrededor del Sol 1307 días.

## Características físicas
Su magnitud absoluta es 12,6. Tiene 5,984 km de diámetro. Su albedo se estima en 0,493. El valor de su periodo de rotación es de 3,258 h.